# Гута-Ґурна
Гута-Ґурна (пол. Huta Górna, нім. Oberhütte) — село в Польщі, у гміні Пшивідз Ґданського повіту Поморського воєводства.
У 1975-1998 роках село належало до Гданського воєводства.